# Pseudachloa werneri
Pseudachloa werneri är en skalbaggsart som beskrevs av Marc Lacroix 2003. Pseudachloa werneri ingår i släktet Pseudachloa och familjen Melolonthidae. Inga underarter finns listade i Catalogue of Life.